# Ieva Simonaitytė
Ieva Simonaitytė (eigentlich: Eva Simoneit; * 23. Januar 1897 in Wannaggen (Ostpreußen); † 27. August 1978 in Vilnius) war eine litauische Schriftstellerin.

## Leben
Ieva Simonaitytė wurde in Wannaggen als illegitime Tochter des Bauern Jurgis Stubra geboren, bei dem ihre Mutter Etme Simonaite in Stellung war. Seit dem Alter von fünf Jahren litt sie an Tuberkulose. Deswegen konnte sie nicht zur Schule gehen und wurde zu Hause von ihrer Mutter unterrichtet. Zwischen 1912 und 1914 wurde sie bei einem Krankenhausaufenthalt in Angerburg geheilt und war seitdem in der litauischen Kulturszene aktiv.
1921 zog sie nach Memel (Klaipėda), wo sie als Maschinenschreiberin bei verschiedenen Zeitungen tätig war. Sie veröffentlichte zunächst in Zeitungen einige literarische Werke, während sie ab 1924 an ihrem ersten großen Roman arbeitete. Er erschien 1935; in der Familienchronik Aukštujų Šimonių likimas kritisierte sie unter anderem die „Verdeutschung“ ihrer Heimatregion. Nachdem sie für das Buch den litauischen Staatspreis für Literatur erhalten hatte, widmete sie sich ganz der Schriftstellerei. Es folgten weitere Romane und einige Kurzgeschichten.
1939 war sie für eine Therapie in der Schweiz. Noch im selben Jahr zog sie vom Distrikt Klaipėda nach Kaunas, weil ihr Heimatgebiet am 23. März 1939 wieder an das Deutsche Reich angegliedert wurde, und nahm die litauische Staatsbürgerschaft an. Ab 1963 lebte sie in Vilnius. 1967 wurde sie mit dem Titel „Volksschriftstellerin der Litauischen SSR“ ausgezeichnet.

## Gedenken
- Nach ihrem Tod im Alter von 81 Jahren im Jahr 1978 wurde 1984 ihr Sommerhaus in Priekulė zu einem Museum umgebaut, der Ieva-Simonaitytė-Gedenkstätte (Ievos Simonaitytės Memorialinis Muziejus).[2]
- Nach ihr wurde außerdem der Ieva-Simonaitytė-Literaturpreis (Ievos Simonaitytės literatūrinė premija) benannt, den die Stadt Klaipėda seit 1987 vergibt.
- Die Bibliothek der Stadt und des Kreises Klaipėda trägt ihren Namen.[3]

## Werke
- Aukštujų Šimonių likimas, Roman, 1935
- Pavasarių audra, Erzählung, 1938
- Vilius Karalius, Roman, 1939, 1956
  - Vilius Karalius. Roman. Aus dem Litauischen übersetzt von Markus Roduner. BaltArt-Verlag, Langenthal 2019, ISBN 978-3-9524559-4-4.
- Be tėvo, Roman, 1941
- Apysakos, Kurzgeschichten, 1948
- Pikčiurnienė, Roman, 1953
- O buvo taip, Autobiografie, 1960
- Ne ta pastogė, Autobiografie, 1962
- Nebaigta knyga, Autobiografie, 1965
- Paskutinė Kūnėlio kelionė, Kurzgeschichten, 1971